# Allegiant Air
Allegiant Air ist eine US-amerikanische Billigfluggesellschaft mit Sitz in Las Vegas und Basis auf dem Flughafen Harry Reid International. Sie ist ein Tochterunternehmen der börsengelisteten Allegiant Travel Company.

## Geschichte
Allegiant Air wurde 1997 gegründet und nahm 1999 vom kalifornischen Fresno aus mit gebrauchten Douglas DC-9 den Flugbetrieb auf.
Nachdem Allegiant Air am 13. Dezember 2000 Konkurs gemäß dem amerikanischen Chapter 11 angemeldet hatte, wurde das Unternehmen von dem neuen CEO Maurice J. Gallagher restrukturiert. Seitdem hat es seine Heimatbasis in Las Vegas. Gallagher konzentrierte sich dabei auf Strecken, die nicht oder nur mit kleinem Fluggerät von den anderen großen amerikanischen Fluggesellschaften bedient wurden. Die DC-9-Flotte wurde durch gebrauchte McDonnell Douglas DC-9-80/MD-80 ersetzt und wuchs seitdem beständig.

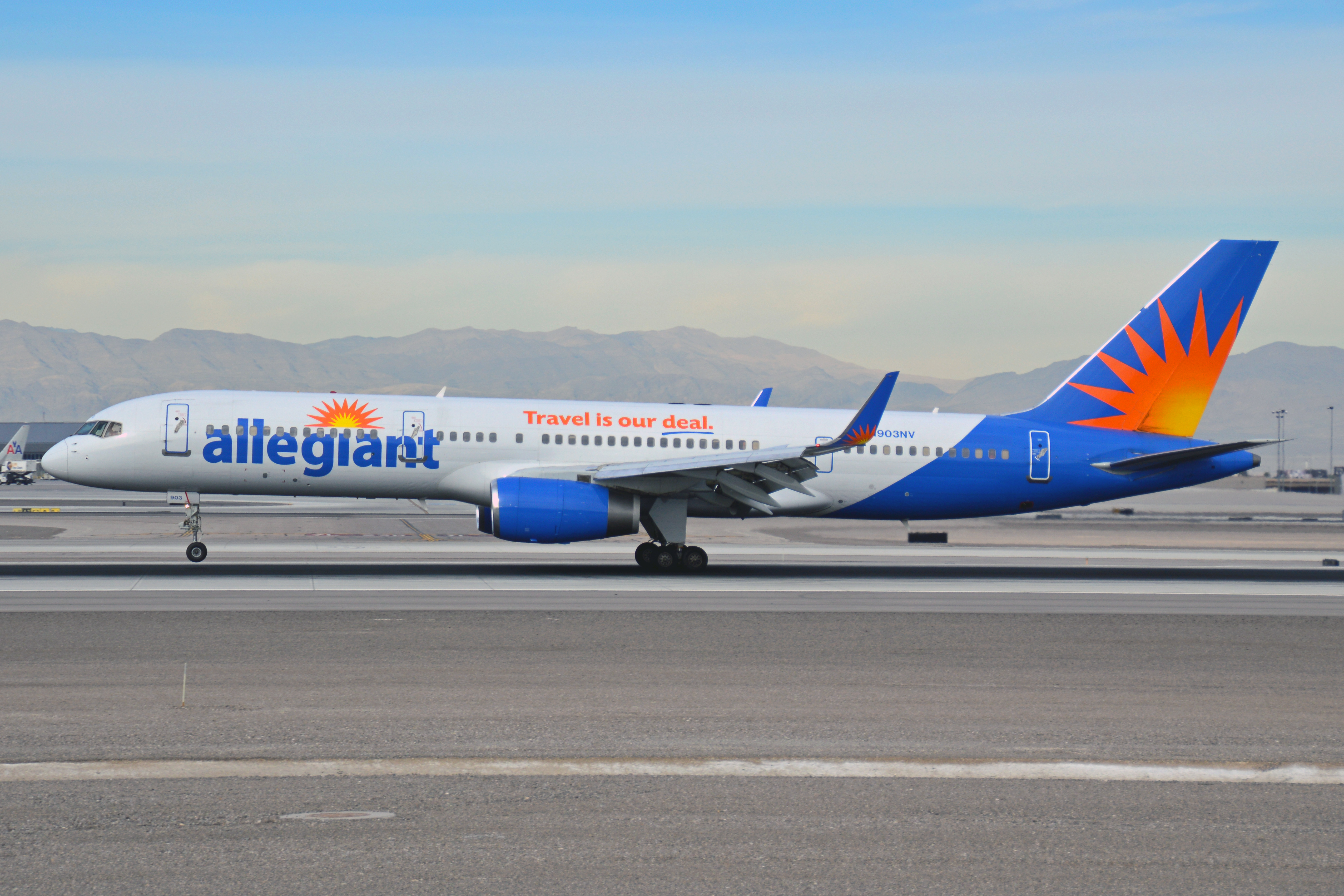
Boeing 757-200 der Allegiant Air

Anfang März 2010 gab Allegiant Air bekannt, bis zum Jahr 2012 sechs Boeing 757-200 von der europäischen Fluggesellschaft Thomson Airways zu übernehmen, die vor allem auf neuen Routen nach Hawaii zum Einsatz kommen sollen. Hierfür benötigen die Flugzeuge eine ETOPS-Zulassung.
Als eine DC-9-83/MD-83 der Allegiant Air am 16. September 2013 die Passagiere über die Notrutsche evakuieren musste, stellte die Bundesluftfahrtbehörde der Vereinigten Staaten (FAA) fest, dass die Fluggesellschaft eventuell diese Notrutschen ungenügend wartet. Darauf wurde fast die gesamte DC-9-80 Flotte kurzfristig stillgelegt.
Im Oktober 2017 wurden die Flüge nach Hawaii eingestellt, die Boeing 757-200-Flotte wurde anschließend ausgemustert.

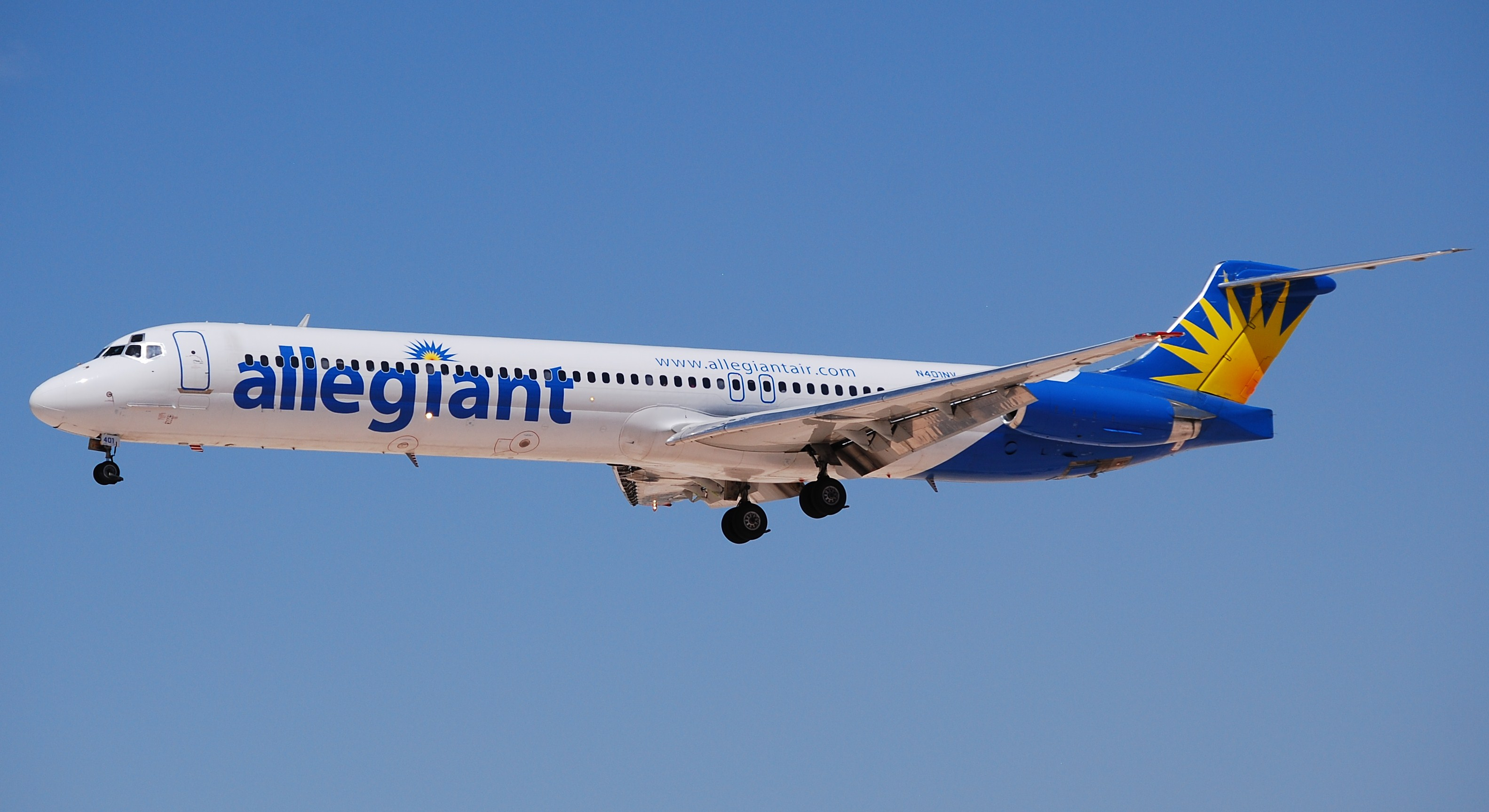
McDonnell Douglas MD-83 der Allegiant Air

Am 28. November 2018 wurden die letzten Flüge mit Flugzeugen der McDonnell Douglas MD-80-Baureihe durchgeführt. Seitdem werden ausschließlich Flugzeuge der Airbus-A320-Familie eingesetzt.
Am 5. August 2019 erwarb Allegiant Air die Namensrechte am neuen, im Bau befindlichen Stadion der Raiders in Las Vegas. Seitdem trägt das zuvor mit dem provisorischen Namen Las Vegas Stadium bezeichnete Bauwerk den Namen Allegiant Stadium. Zwei Jahre später wurde zudem ein Flugzeug mit einer Las-Vegas-Raiders-Sonderbemalung versehen.
Am 5. Januar 2022 gaben Boeing und Allegiant Air eine Bestellung von 50 737 MAX Jets bekannt, mit Optionen für 50 weitere Flugzeuge. Bei dem Geschäft geht es um die Typen 737-7 und die 737-8-200 der 737 MAX-Familie.
Ab 1. Juni 2022 hat John T. Redmond die Funktion des CEO von Maurice J. Gallagher übernommen.

## Flugziele
Allegiant Air verbindet von ihren 16 Basen zahlreiche große und kleine Flughäfen innerhalb der USA miteinander. Unter anderem sind dies Orlando–Sanford, St. Petersburg, Las Vegas, Punta Gorda, Phoenix–Mesa, Destin und Los Angeles.
Mit dem Umzug der Oakland Raiders nach Las Vegas und der Umbenennung der Arena in Allegiant Stadium führte die Fluggesellschaft an Spieltagen Flüge von Oakland nach Las Vegas und zurück ein.

## Flotte

### Aktuelle Flotte
Mit Stand Mai 2025 besteht die Flotte der Allegiant Air aus 128 Flugzeugen mit einem Durchschnittsalter von 14,9 Jahren:
| Flugzeugtyp        | Anzahl | bestellt | Anmerkungen   | Sitzplätze | Durchschnittsalter |
| ------------------ | ------ | -------- | ------------- | ---------- | ------------------ |
| Airbus A319-100    | 032    |          | einer inaktiv | 156        | 19,8 Jahre         |
| Airbus A320-200    | 085    |          | zwei inaktiv  | 177 186    | 14,9 Jahre         |
| Boeing 737 MAX 7   |        | 24       |               |            |                    |
| Boeing 737 MAX 200 | 011    | 15       |               |            | 0,6 Jahre          |
| Gesamt             | 128    | 39       |               |            | 14,9 Jahre         |

### Aktuelle Sonderbemalungen
| Bemalung             | Flugzeugtyp     | Luftfahrzeugkennzeichen | Zeitraum            | Bild |
| -------------------- | --------------- | ----------------------- | ------------------- | --- |
| Vegas Golden Knights | Airbus A319-100 | N302NV                  | seit Oktober 2019   | Bild gesucht Die Wikipedia wünscht sich an dieser Stelle ein Bild. Weitere Infos zum Motiv findest du vielleicht auf der Diskussionsseite . Falls du dabei helfen möchtest, erklärt die Anleitung , wie das geht. |
| Las Vegas Raiders    | Airbus A319-100 | N328NV                  | seit September 2021 | Bild gesucht Die Wikipedia wünscht sich an dieser Stelle ein Bild. Weitere Infos zum Motiv findest du vielleicht auf der Diskussionsseite . Falls du dabei helfen möchtest, erklärt die Anleitung , wie das geht. |
| Make A Wish          | Airbus A320-200 | N218NV                  | seit November 2013  | |
| Winter the Dolphin   | Airbus A320-200 | N271NV                  | seit Oktober 2017   | |

### Ehemalige Flugzeugtypen
In der Vergangenheit setzte Allegiant Air bereits folgende Flugzeugtypen ein:
- Boeing 757-200
- McDonnell Douglas DC-9-20/-50
- McDonnell Douglas DC-9-/MD-82/-83/-87/-88